# Font de Sant Pere (Vic)
La Font de Sant Pere és una obra noucentista de Vic (Osona) protegida com a Bé Cultural d'Interès Local. Va ser feta per l'arquitecte Josep Maria Pericas

## Descripció
Situada al sud-est de la ciutat prop del mas de sant Pere i del torrent de sant Jaume, en una arbreda molt concorreguda pels vigatans.
El conjunt consta d'un pedró dedicat a sant Pere i la font ensorrada uns dos metres sota el nivell natural del terreny, amb petites construccions annexes. Tot plegat queda dins d'un recinte marcat per petits murs.